# توت‌وازونی
توت‌وازونْیْ (به مجاری:  Tótvázsony) یک سکونتگاه مسکونی در مجارستان است که در وسپرم واقع شده‌است.